# 김유종
김유종(1989년 2월 6일~ )는 대한민국의 전직 스타크래프트 II 프로게이머이다. oGsHyperdub 날카로운 빌드)을 이용한 인상적인 경기들을 보여주면서 날빌킹, 날빌테란이라는 별명을 얻게 되었다.
oGs 소속으로 활동하였으며 2012년 학업에 집중하기 위해 은퇴하였다.

## 주요 대회 성적
- 2010 TG-Intel 스타크래프트 II OPEN Season 1 16강
- 2010 소니 에릭슨 스타크래프트 II OPEN Season 2 64강
- 2010 소니 에릭슨 스타크래프트 II OPEN Season 3 32강
- 2011 소니 에릭슨 글로벌 스타크래프트 II 리그 Jan. Code S 16강
- 2011 인텔 글로벌 스타크래프트 II 리그 Mar. Code S 32강
- 2011 LG 시네마 3D, 인텔코리아 글로벌 스타크래프트 II 리그 May Code A 16강
- 2011 LG 시네마 3D, 인텔코리아 슈퍼 토너먼트 64강
- 2011 PEPSI 글로벌 스타크래프트 II 리그 July Code A 32강